# Nikodem (Prieobrażenski)
Nikodem, imię świeckie Nikołaj Iwanowicz Prieobrażenski (ur. 1856, zm. 1905) – rosyjski biskup prawosławny.
Był synem kapłana prawosławnego służącego w eparchii kałuskiej. Wykształcenie na poziomie podstawowym uzyskał w rodzinnym domu. Następnie ukończył seminarium duchowne w Kałudze (dyplom w 1879) i Moskiewską Akademię Duchowną (1883). W czasie studiów teologicznych złożył wieczyste śluby mnisze, przyjmując imię zakonne Nikodem – nastąpiło to 7 listopada 1882. 6 grudnia tego samego roku został wyświęcony na hierodiakona. Święcenia kapłańskie przyjął 1 maja 1883.
Po ukończeniu Akademii został skierowany do pracy w charakterze nadzorcy szkoły duchownej w Kołomnie. Dwa lata później został przeniesiony na analogiczne stanowisko w szkole duchownej w Zwienigorodzie. W 1888 został inspektorem seminarium duchownego w Tomsku, zaś po roku – rektorem seminarium duchownego w Irkucku. W tym samym roku otrzymał godność archimandryty.
10 maja 1893 w monasterze Wniebowstąpienia Pańskiego w Irkucku miała miejsce jego chirotonia na biskupa kirieńskiego, wikariusza eparchii irkuckiej. W 1896 został ordynariuszem eparchii jakuckiej i wilujskiej. Po dwóch latach został przeniesiony na katedrę zabajkalską. W 1903 odszedł w stan spoczynku i zamieszkał w monasterze św. Jerzego w Mieszczowie, gdzie dwa lata później zmarł.